# Boys’ Town FC
Boys’ Town FC ist ein im Jahr 1940 gegründeter Fußballverein aus der jamaikanischen Hauptstadt Kingston. Der Verein, der derzeit in der National Premier League antritt, der höchsten Spielklasse der Jamaica Football Federation, dem nationalen Fußballverband Jamaikas, konnte in seiner Historie bereits dreimal die jamaikanische Meisterschaft gewinnen und wurde darüber hinaus noch fünfmal Vizemeister.

## Erfolge
- National Premier League

Meister: 1983/84, 1985/86, 1988/89